# Андреа Леви
Андреа Леви (на английски: Andrea Levy) е английска писателка на произведения в жанра съвременна драма.

## Биография и творчество
Андреа Леви е родена на 7 март 1956 г. в Лондон, Англия, в семейството на имигранти от Ямайка. Израства в общински жилища в Северен Лондон. След завършване на гимназията в Хайбъри, учи текстилен дизайн и тъкане в политехниката на университета на Мидълсекс. След дипломирането си работи на непълно работно време като асистент за костюми в Би Би Си и Кралската опера, а после в компанията за графичен дизайн на съпруга си Бил Мейблин.
Започва да пише в средата на 30-те си години след смъртта на баща си. През 1989 г. започва да учи в курса по творческо писане на Алисън Фел, и го посещава в продължение на 7 години. Дълго време получава многобройни отхвърляния от страна на издателите за ръкописите си.
Първият ѝ полуавтобиографичен роман „Every Light in the House Burnin'“ е издаден през 1994 г. Той получава добра оценка от критиката мотивирайки я да продължи да пише.
През 2004 г. е издаден романа ѝ „Small Island“ (Малък остров). Книгата представя историята на две двойки, едната от Англия, другата от Ямайка, чиито съдби се преплитат в Лондон след Втората световна война. Хортенс пристига през 1948 г. с надеждата за издигане в обществото, а нейният съпруг Гилбърт се завръща от войната, очаквайки да бъде приет като герой, но намира статута си на чернокож във Великобритания като втори клас. Хазяйката им, Куини, се сприятелява с тях, но завръщането на съпруга ѝ Бернар, смятан за изчезнал през войната, разгаря расовите предразсъдъци и носи нови трудности за тежкия живот на имигрантите. Романът става бестселър и е удостоен с наградите на Британската общност, „Бейлис“ и „Уитбреад“. През 2015 г. е включен в класацията Топ 100 на Би Би Си за най-великите британски романи. През 2009 г. е екранизиран в едноименния телевизионен минисериал с участието на Наоми Харис, Рут Уилсън и Бенедикт Къмбърбач.
Следващият ѝ роман „The Long Song“ (Дългата песен) също засяга темата за расовите отношения и капсулирането на имигрантския живот. Той получава наградата „Уолтър Скот“ и е номиниран за наградата „Букър“. През 2018 г. е екранизиран в едноименния телевизионен минисериал с участието на Тамара Лорънс и Хейли Атуел.
Романите на писателката разглеждат теми свързани с британските ямайци и как те се борят за своята расова, културна и национална идентичност.
Участва като съдия за наградите „Сага“ и „Ориндж“ за художествена литература.
Андреа Леви умира от рак на гърдата на 14 февруари 2019 г. в Лондон.

## Произведения

### Самостоятелни романи
- Every Light in the House Burnin' (1994)
- Never Far from Nowhere (1996)
- Fruit of the Lemon (1999)
- Small Island (2004) – награди „Бейлис“ и „Уитбреад“
- The Long Song (2010) – награда „Уолтър Скот“

### Новели
- Uriah's War (2014)

### Сборници
- Six Stories and an Essay (2014)

### Екранизации
- 2009 Small Island – ТВ минисериал, 2 епизода
- 2018 The Long Song – ТВ минисериал